# أريانكوفتسي
أريانكوفتسي (بالبلغارية: Армянковци)‏ قرية تقع إدارياً ضمن تريافنا في بلغاريا. ويبلغ عدد سكانها 5 نسمة حسب تعداد 2010. تعتمد أريانكوفتسي للبريد على الرمز البريدي 5363.